# The Million Dollar Hotel (ścieżka dźwiękowa)
The Million Dollar Hotel: Music from the Motion Picture – ścieżka dźwiękowa filmu pochodzącego z 2000 roku, The Million Dollar Hotel. Album został wydany w tym samym czasie, w jakim na ekrany kin wszedł obraz. Jednym z producentów płyty był Bono, a jednym z wykonawców pojawiających się na albumie było U2.

## Lista utworów
1. „The Ground Beneath Her Feet” U2 i Daniel Lanois – 3:45
2. „Never Let Me Go” Bono i The Million Dollar Hotel Band – 5:36
3. „Stateless” by U2 – 4:05
4. „Satellite of Love” (Lou Reed) Milla Jovovich, Bono i The MDH Band – 4:12
5. „Falling at Your Feet” Bono i Daniel Lanois – 4:54
6. „Tom Tom’s Dream” The MDH Band – 1:52
7. „The First Time” U2 – 3:42
8. „Bathtub” The MDH Band – 1:06
9. „The First Time” Daniel Lanois i The MDH Band – 2:05
10. „Tom Tom’s Room” Brad Mehldau i Bill Frissell – 2:24
11. „Funny Face” The MDH Band – 0:33
12. „Dancin' Shoes” Bono i The MDH Band – 2:06
13. „Amsterdam Blue (Cortége)” Jon Hassell, Gregg Arreguin, Jamie Muhoberac i Peter Freeman – 9:19
14. „Satellite of Love” Daniel Lanois, Bill Frissell i The MDH Band – 1:06
15. „Satellite of Love” (Danny Saber Remix) Milla Jovovich i Bono – 5:14
16. „Anarchy in the USA” Tito Larriva, Larry Mullen Jr., Adam Clayton i The MDH Band – 3:37

## Wiadomości o utworach
Tekst piosenki „The Ground Beneath Her Feet” został napisany przez Salmana Rushdie'a i znalazł się w jego książce o tym samym tytule. Wersja utworu, która znalazła się na płycie różni się od tej wykorzystanej w filmie, która nigdy nie została wydana.
Podobnie jak utwór „Stateless”, „The Ground Beneath Her Feet” powstała podczas sesji nagraniowej grupy U2 do albumu All That You Can’t Leave Behind, jednakże ukazały się one na tej ścieżce dźwiękowej. „The Ground Beneath Her Feet” znalazł się później jako utwór bonusowy na brytyjskiej i japońskiej wersji All That You Can’t Leave Behind. Z kolei piosenka „Sttateless” ukazała się na EP Unreleased & Rare, części The Complete U2.
"The First Time” w wykonaniu U2 oryginalnie ukazał się na ich albumie Zooropa. Wersja na soundtracku była taka sama jak ta z płyty.
"Anarchy in the USA” jest hiszpańskim coverem piosenki Sex Pistols z 1976 roku, „Anarchy in the U.K.”.

## Wykonawcy
- U2
  - Bono – wokal, gitara
  - The Edge – gitara, instrumenty klawiszowe, wokal, pianino
  - Adam Clayton – gitara basowa
  - Larry Mullen Jr. – perkusja

- The Million Dollar Hotel Band
  - Daniel Lanois – gitary, wokal, elektryczna gitara hawajska
  - Brian Eno – syntezatory
  - Jon Hassell – trąbka
  - Greg Cohen – gitara basowa
  - Brian Blade – perkusja
  - Adam Dorn – dźwięk, syntezatory, programy
  - Bill Frisell – gitara

- Brad Mehldau – pianino
- Gregg Arreguin
- Jamie Muhoberac
- Peter Freeman
- Milla Jovovich – wokal w „Satellite of Love”
- Tito Larriva – wokal w „Anarchy in the USA"